# Polifenol oxidasa
La polifenol oxidasa (PPO, conocida también como monofenol monooxigenasa) es una enzima tetramérica que contiene cuatro átomos de cobre por molécula, y posee sitios de unión para compuestos aromáticos y oxígeno. La enzima cataliza la O-hidroxilación de monofenoles (fenoles en los cuales el anillo bencénico contiene un único sustituyente hidroxilo) para convertirlos en O-difenoles (fenoles con dos sustituyentes hidroxilo). La misma enzima puede, posteriormente, catalizar la oxidación de los O-difenoles para formar O-quinonas. Las o-quinonas son muy reactivas y atacan a una gran variedad de componentes celulares. La rápida polimerización de las O-quinonas produce pigmentos de color negro, marrón o rojo, lo que a su vez es la causa del pardeamiento enzimático. El aminoácido tirosina contiene un único anillo fenólico que puede ser oxidado por la acción de las PPOs para formar O-quinona, por lo tanto las PPOs son a veces referidas como tirosinasas.
La nomenclatura de enzimas diferencia entre las monofenol oxidasas (tirosinasas) y O-difenol:oxígeno oxidorreductasas. Por lo tanto por favor remitirse a los artículos tirosinasa y catecol oxidasa para más información sobre estas enzimas.
Existe una mezcla de las enzimas monofenol y catecol oxidasa en prácticamente todos los tejidos vegetales, y también pueden ser encontradas en bacterias, animales y hongos. En los insectos, existen polifenol oxidasas presentes en la cutícula y sus productos son los responsables de la tolerancia a la desecación.
Los polímeros producidos por la reacción de las quinonas son los responsables del oscurecimiento de tejidos vegetales cuando se dañan físicamente. Esto se observa fácilmente en plátanos o patatas, que tienen altos niveles de PPOs. Cuando las células vegetales se encuentran sanas e intactas, las PPOs y sus sustratos, los fenoles, se encuentran en compartimientos separados (cloroplastos y vacuolas, respectivamente). Sin embargo, cuando la célula se desorganiza al envejecer, o como resultado de daño físico o infeccioso, las enzimas y sustratos se juntan y sucede la reacción descrita. El oscurecimiento producido por éstas enzimas causa grandes pérdidas a la industria agropecuaria. Por esto, el contenido de polifenol oxidasas, y su nivel de actividad son muy importantes para determinar la calidad de frutos y vegetales. 
De hecho el pardeamiento producido por las PPO no siempre es una reacción indeseable; el familiar color marrón del té y del cacao se producen por acción del pardeamiento enzimático debido a las PPO durante el procesamiento del producto.
Se ha utilizadao a la tentoxina en recientes investigaciones para eliminar la actividad polifenol oxidasa en plántulas de algunas plantas superiores. La tropolona es un inhibidor de las polifenol oxidasas presentes en las uvas. Y otro inhibidor de esta enzima es el pirosulfito de postasio (K2S2O5).
La profenoloxidasa es una forma modificada del sistema del complemento encontrado en algunos invertebrados, incluyendo a insectos, cangrejos y gusanos.